# Негрешти-Оаш (Сату Маре)
Негрешти-Оаш (рум. Negreşti-Oaş) насеље је у Румунији у округу Сату Маре у општини Негрешти-Оаш. Oпштина се налази на надморској висини од 253 m.

## Становништво
Према подацима из 2002. године у насељу је живело 11603 становника.

### Попис2002.
| Расподела становништва по националности 2002.‍ | Расподела становништва по националности 2002.‍ | Расподела становништва по националности 2002.‍ | Расподела становништва по националности 2002.‍ | Расподела становништва по националности 2002.‍ |
| --------------------------------------------- | --------------------------------------------- | --------------------------------------------- | --------------------------------------------- | --------------------------------------------- |
|                                               |                                               |                                               |                                               |                                               |
| Румуни                                        | Румуни                                        |                                               | 10.945                                        | 94,4%                                         |
| Мађари                                        | Мађари                                        |                                               | 542                                           | 4,7%                                          |
| Роми                                          | Роми                                          |                                               | 72                                            | 0,6%                                          |
| Украјинци                                     | Украјинци                                     |                                               | 12                                            | 0,1%                                          |
| Немци                                         | Немци                                         |                                               | 14                                            | 0,1%                                          |
| Руси                                          | Руси                                          |                                               | 6                                             | 0,1%                                          |
| други                                         | други                                         |                                               | 5                                             | 0,0%                                          |